# I Just Can't Help Believing
"I Just Can't Help Believing" is een nummer geschreven door het echtpaar Barry Mann en Cynthia Weil. De Amerikaanse zanger B.J. Thomas bracht het in 1970 uit op zijn album Everybody's Out of Town en bracht het in juni van dat jaar uit op single. Elvis Presley zette dat jaar een cover van het nummer op zijn album That's the Way It Is, welke op 3 december 1971 werd uitgebracht als single.

## Achtergrond
In de Verenigde Staten werd "I Just Can't Help Believing" in 1968 voor het eerst uitgebracht als single door Barry Mann. het meest succesvol in de versie van B.J. Thomas, die het uitbracht als de tweede single van zijn album Everybody's Out of Town. De single bereikte de negende plaats in de Amerikaanse Billboard Hot 100 en stond een week op de eerste plaats in de Adult Contemporary-lijst, destijds nog Easy Listening geheten. In 2013 nam Thomas een nieuwe versie van het nummer uit in samenwerking met Vince Gill voor zijn album The Living Room Sessions.
Op 11 augustus 1970 werd er een live-opname gemaakt van "I Just Can't Help Believing", gezongen door Elvis Presley. Op 11 november van dat jaar verscheen het nummer als de eerste track op zijn album That's the Way It Is. Op 3 december 1971 werd het nummer uitgebracht als single in een aantal landen. In het Verenigd Koninkrijk en Zuid-Afrika piekte het op de zesde plaats, terwijl in Ierland de twaalfde plaats werd behaald. In Nederland behaalde het de vierde en vijfde plaats in respectievelijk de Top 40 en de Daverende Dertig, terwijl in Vlaanderen de achtste plaats in de Ultratop 50 werd behaald.
"I Just Can't Help Believing" is nog een aantal keer gecoverd. In 1969 verschenen drie versies van het nummer door Bobby Vee, Bobby Doyle en Leonard Nimoy. In 1970 behaalde David Frizzell de 36e plaats in de countrylijsten met zijn versie van het nummer. De Filipijnse zangeres-actrice Nora Aunor bracht het nummer in 1971 uit. In 2000 nam Barry Mann het nummer opnieuw op voor zijn solo-album Soul & Inspiration.

## Hitnoteringen
Alle noteringen zijn behaald door de versie van Elvis Presley.

### Nederlandse Top 40
| Hitnotering: 22-01-1972 t/m 01-04-1972 | Hitnotering: 22-01-1972 t/m 01-04-1972 | Hitnotering: 22-01-1972 t/m 01-04-1972 | Hitnotering: 22-01-1972 t/m 01-04-1972 | Hitnotering: 22-01-1972 t/m 01-04-1972 | Hitnotering: 22-01-1972 t/m 01-04-1972 | Hitnotering: 22-01-1972 t/m 01-04-1972 | Hitnotering: 22-01-1972 t/m 01-04-1972 | Hitnotering: 22-01-1972 t/m 01-04-1972 | Hitnotering: 22-01-1972 t/m 01-04-1972 | Hitnotering: 22-01-1972 t/m 01-04-1972 | Hitnotering: 22-01-1972 t/m 01-04-1972 | Hitnotering: 22-01-1972 t/m 01-04-1972 |
| Week                                   | 1                                      | 2                                      | 3                                      | 4                                      | 5                                      | 6                                      | 7                                      | 8                                      | 9                                      | 10                                     | 11                                     |                                        |
| -------------------------------------- | -------------------------------------- | -------------------------------------- | -------------------------------------- | -------------------------------------- | -------------------------------------- | -------------------------------------- | -------------------------------------- | -------------------------------------- | -------------------------------------- | -------------------------------------- | -------------------------------------- | -------------------------------------- |
| Nummer                                 | 23                                     | 14                                     | 8                                      | 7                                      | 5                                      | 4                                      | 4                                      | 8                                      | 12                                     | 27                                     | 38                                     | uit                                    |

### Daverende Dertig
| Hitnotering: 22-01-1972 t/m 25-03-1972 | Hitnotering: 22-01-1972 t/m 25-03-1972 | Hitnotering: 22-01-1972 t/m 25-03-1972 | Hitnotering: 22-01-1972 t/m 25-03-1972 | Hitnotering: 22-01-1972 t/m 25-03-1972 | Hitnotering: 22-01-1972 t/m 25-03-1972 | Hitnotering: 22-01-1972 t/m 25-03-1972 | Hitnotering: 22-01-1972 t/m 25-03-1972 | Hitnotering: 22-01-1972 t/m 25-03-1972 | Hitnotering: 22-01-1972 t/m 25-03-1972 | Hitnotering: 22-01-1972 t/m 25-03-1972 | Hitnotering: 22-01-1972 t/m 25-03-1972 |
| Week                                   | 1                                      | 2                                      | 3                                      | 4                                      | 5                                      | 6                                      | 7                                      | 8                                      | 9                                      | 10                                     |                                        |
| -------------------------------------- | -------------------------------------- | -------------------------------------- | -------------------------------------- | -------------------------------------- | -------------------------------------- | -------------------------------------- | -------------------------------------- | -------------------------------------- | -------------------------------------- | -------------------------------------- | -------------------------------------- |
| Nummer                                 | 25                                     | 16                                     | 11                                     | 8                                      | 6                                      | 5                                      | 6                                      | 6                                      | 12                                     | 22                                     | uit                                    |

### NPO Radio 2 Top 2000
| Nummer met noteringen in de NPO Radio 2 Top 2000 | '99 | '00 | '01 | '02 | '03 | '04 | '05 | '06 | '07 | '08 | '09 | '10 | '11 | '12 | '13 | '14 | '15 | '16 | '17  | '18 | '19 | '20  | '21 | '22 | '23 | '24 |
| ------------------------------------------------ | --- | --- | --- | --- | --- | --- | --- | --- | --- | --- | --- | --- | --- | --- | --- | --- | --- | --- | ---- | --- | --- | ---- | --- | --- | --- | --- |
| I Just Can't Help Believing                      | 490 | 538 | 616 | 516 | 303 | 478 | 321 | 411 | 426 | 396 | 466 | 510 | 645 | 688 | 821 | 795 | 822 | 923 | 1003 | 883 | 946 | 1042 | 937 | 872 | 976 | 832 |

1. ↑  Een vetgedrukt getal geeft de hoogste notering aan.

### Evergreen Top 1000
| Evergreen Top 1000 "I just can't help believin' - Elvis Presley" | Evergreen Top 1000 "I just can't help believin' - Elvis Presley" | Evergreen Top 1000 "I just can't help believin' - Elvis Presley" | Evergreen Top 1000 "I just can't help believin' - Elvis Presley" | Evergreen Top 1000 "I just can't help believin' - Elvis Presley" | Evergreen Top 1000 "I just can't help believin' - Elvis Presley" | Evergreen Top 1000 "I just can't help believin' - Elvis Presley" | Evergreen Top 1000 "I just can't help believin' - Elvis Presley" | Evergreen Top 1000 "I just can't help believin' - Elvis Presley" | Evergreen Top 1000 "I just can't help believin' - Elvis Presley" | Evergreen Top 1000 "I just can't help believin' - Elvis Presley" | Evergreen Top 1000 "I just can't help believin' - Elvis Presley" | Evergreen Top 1000 "I just can't help believin' - Elvis Presley" | Evergreen Top 1000 "I just can't help believin' - Elvis Presley" | Evergreen Top 1000 "I just can't help believin' - Elvis Presley" | Evergreen Top 1000 "I just can't help believin' - Elvis Presley" | Evergreen Top 1000 "I just can't help believin' - Elvis Presley" |
| Jaar                                                             | 2008                                                             | 2009                                                             | 2010                                                             | 2011                                                             | 2012                                                             | 2013                                                             | 2014                                                             | 2015                                                             | 2016                                                             | 2017                                                             | 2018                                                             | 2019                                                             | 2020                                                             | 2021                                                             | 2022                                                             | 2023                                                             |
| ---------------------------------------------------------------- | ---------------------------------------------------------------- | ---------------------------------------------------------------- | ---------------------------------------------------------------- | ---------------------------------------------------------------- | ---------------------------------------------------------------- | ---------------------------------------------------------------- | ---------------------------------------------------------------- | ---------------------------------------------------------------- | ---------------------------------------------------------------- | ---------------------------------------------------------------- | ---------------------------------------------------------------- | ---------------------------------------------------------------- | ---------------------------------------------------------------- | ---------------------------------------------------------------- | ---------------------------------------------------------------- | ---------------------------------------------------------------- |
| Positie                                                          | 175                                                              | 915                                                              | 904                                                              | 904                                                              | 931                                                              | -                                                                | 294                                                              | 317                                                              | 371                                                              | 328                                                              | 265                                                              | 245                                                              | 238                                                              | 288                                                              | 266                                                              | 267                                                              |